# Maláj guvat
A maláj guvat (Rallina fasciata) a madarak osztályának darualakúak (Gruiformes) rendjébe és a guvatfélék (Rallidae) családjába tartozó faj.

## Rendszerezése
A fajt Stamford Raffles brit ornitológus írta le 1822-ben, a Rallus nembe Rallus fasciatus néven.

## Előfordulása
Délkelet-Ázsiában, Brunei, a Fülöp-szigetek, Indonézia, Laosz, Malajzia, Mianmar, Szingapúr, Thaiföld és Vietnám területén honos. Kóborlóként megfigyelték már Ausztráliában és Palauban is.
Természetes élőhelyei a szubtrópusi vagy trópusi magaslati füves puszták, folyók és patakok közelében, valamint elárasztott mezőgazdasági területek és szántóföldek. Vonuló faj.

## Megjelenése
Testhossza 25 centiméter. Feje, nyaka és melle vöröses-barna, torka halványabb. Háta szürkésbarna, hasa és szárnyai fehér és barna csíkozásúak, lábai pirosak.

## Szaporodása
Fészekalja 3-4 fehér tojásból áll.

## Természetvédelmi helyzete
Az elterjedési területe rendkívül nagy, egyedszáma ismeretlen. A Természetvédelmi Világszövetség Vörös listáján nem fenyegetett fajként szerepel.